# Jessica Steffens
Jessica Steffens (7 d'abril de 1987) és una jugadora de waterpolo estatunidenca, membre dels equips nacionals dels Estats Units que va guanyar la medalla de plata als Jocs Olímpics d'Estiu de 2008 i una medalla d'or als Jocs Olímpics d'Estiu 2012. Ella també va jugar a la Universitat Stanford.

## Família
Steffens va néixer a San Francisco, Califòrnia, filla de Peggy Schnugg i Carlos Steffens. El seu pare, oriünd de Puerto Rico, es va interessar en l'esport del waterpolo després de presenciar un partit d'aquest esport quan era petita a Puerto Rico. Ell va jugar per a Puerto Rico en tres Jocs Panamericans. El seu pare va abandonar l'illa i es va unir a l'equip de waterpolo de Berkeley, Universitat de Califòrnia, on es va convertir en un tres vegades All-American, portant als Califòrnia Golden Bears per al campionat de la NCAA 1977. El 2006, va ser el PAC-10 millor jugador de l'any en Waterpolo.

## Secundària
Steffens, inspirada pel seu pare, va jugar en l'equip de waterpolo durant quatre anys en Muntanya Vista High School. Ella va portar a l'equip al campionat NCS dues vegades.

## Universitat
Steffens va començar la seva carrera a la Universitat Stanford en el seu primer any en 2006. Ella va anotar 15 gols aquesta temporada, com el Cardenal va acabar tercer en el campionat de la NCAA. L'any següent, ella va anotar 35 gols, i Stanford va acabar en segon lloc al país.